# Rosa lehmanniana
Rosa lehmanniana là loài thực vật có hoa trong họ Hoa hồng. Loài này được Bunge miêu tả khoa học đầu tiên.